# Olvasásterjedelem-teszt
Az olvasás terjedelmi teszt a munkamemória kapacitásának egyik legkomplexebb mérőeljárása, amely egyszerre terheli a feldolgozó és tároló komponenseket. Elsőként Daneman és Carpenter alkalmazta 1980-ban.
Az olvasási terjedelemi feladatoknál a vizsgálati személynek hangosan kell mondatokat olvasnia, megértenie, valamint a mondatok utolsó szavait megfelelő sorrendben megismételnie. Az eredeti teszt 60 mondatból áll, utolsó szavai mind kétszótagúak, közepes gyakoriságúak. A mondatok (így a visszamondandó szavak) száma sorozatonként növekszik. A vizsgálati személyeknek a kártyákon lévő mondatok hangos felolvasását követően, az utolsó szavakat az elhangzás sorrendjében kell visszamondaniuk. A kísérletvezető időnként visszakérdezhet a mondatok tartalmára, ellenőrizve a vizsgálati személy mondatfeldolgozását. Az olvasásterjedelem teszt első részében három mondat utolsó szavait kell megismételni, csak a megfelelő sorrendben való visszamondás fogadható el. A teszt három sorozatból áll, az elért értékek átlaga adja az olvasásterjedelem teszt mérőszámát. Teljesítményük alapján három eltérő munkamemória-kapacitású csoportot különböztethetünk meg: alacsony, közepes és magas.

## Hibái
Komplexitásából kifolyólag számos probléma merült fel alkalmazása során. Ma sem tisztázódott, hogy valóban egy általános munkamemória-kapacitást mérő eljárás vagy egy nyelvi megértést, feldolgozást ellenőrző teszt.